# 愛ある別れ
「愛ある別れ」（あいあるわかれ、原題：If You Leave Me Now）は、アメリカのロックバンド、シカゴの楽曲。アルバム『シカゴX カリブの旋風』に収録され、1976年7月30日にシングルとしてリリースされた。
また、1983年にコロムビア・レコード（現：SMEI）から発売されたシカゴのコンピレーションアルバム（コロンビア38590）のタイトルにもなっている。

## 概要
作詞・作曲はピーター・セテラ。
ボーカルもピーター・セテラが務め、ブラス・セクションを活かした音楽性が特徴である。
当時のシカゴとしては珍しいラブ・バラードでありながら、世界各国でヒットし、シカゴの認知を広める一曲となった。
1976年10月23日にはBillboad Hot 100のトップに立ち、2週間その座に留まりグループにとって初のナンバーワンヒットとなったほか、イージーリスニングチャートでも1位を獲得した。
収録アルバムとしては前々作となる『シカゴⅧ 未だ見ぬアメリカ』以降、シカゴはOR・ポップス路線へと移行し始め、その到達点としてこの曲は全米ナンバーワンヒットを記録したが、一転してバンドのリーダーであるテリー・キャスやロバート・ラムはこのような音楽性に反対した。
2010年、シカゴはアメリカ癌協会と提携しヒット曲となった『愛ある別れ』を彼らのコンサートのライブステージで一緒に歌う機会をオークションによる入札方式で提供し、その収益は乳癌と戦うためにアメリカ癌協会に送られた。この募金活動はその後も継続されている。

## 評価
アメリカの音楽業界誌Cash Boxはこの曲を「優れたバラード」であり、「豊かな色彩の」インストゥルメンテーションと「丁寧に構築された」ヴォーカルを備えていると評した。
2016年にグループがロックの殿堂入りした際、エンターテイメントとポップカルチャーのライターであるTroy L. Smithは、「殿堂入りの候補に対する疑念を払拭する（原文：kill any doubt about their candidacy）」シカゴの7曲のリストに『愛ある別れ』を入れ、「バンドの名声と、それによるロックの殿堂入りに大きく貢献するものだ。」「そして正直なところ、ピーター・セテラはシカゴの曲の中で間違いなく最高のボーカルを披露している」と述べている。

## 受賞
この曲はシカゴにとって国際的にも最大のヒットとなり、シカゴの活動拠点であるアメリカのほかにもイギリス、オーストラリア、アイルランド、カナダ、オランダといった他の国々でもチャートを制覇している。特にイギリスでは3週間1位を維持した。1999年にアメリカで設立されたオンライン誌『PopMatters』のライターであるZachary Houleは、「この曲は発売と同時にラジオに浸透し、ニューヨークでチューニングした人は、それぞれフォーマットの異なる4つの局で同時にこの曲が流れたと言われています。」と評した。
編曲を手掛けたジミー・ハスケルと、プロデューサーのジェームズ・ウィリアム・グエルシオが、グラミー賞の最優秀編曲伴奏ボーカリスト賞を受賞した。また、デュオ、グループ、コーラスによる最優秀ポップヴォーカルパフォーマンス賞を受賞し、これがグループにとって初のグラミー賞受賞となった。また併せてグラミー賞のレコード・オブ・ザ・イヤーにもノミネートされている。
さらに、発売から1978年の8月まででこの曲はアメリカだけで140万枚を売り上げ、RIAAからゴールドとプラチナに認定されている。 2020年6月の記事で、The Guardianは「The Greatest UK No 1s: 100-1」のリストの73位に『愛ある別れ』を挙げ、「あり得ないほど瑞々しくて美しく書かれているが、その悲しみは浸透していて心を揺さぶるものである。」と指摘した。

## チャート
| チャート (1976–77)                        | 最高順位 |
| ----------------------------------------- | -------- |
| オーストラリア Singles Chart              | 1        |
| オーストラリア Singles Chart              | 3        |
| ベルギー Singles Chart (Flanders)         | 2        |
| カナダ RPM Top Singles                    | 1        |
| カナダ RPM Adult Contemporary             | 4        |
| オランダ Singles Chart                    | 1        |
| フランス Singles Chart                    | 5        |
| German Singles Chart                      | 3        |
| アイルランド (IRMA)                       | 1        |
| イタリア (Musica e Dischi)                | 3        |
| ノルウェー                                | 4        |
| ニュージーランド                          | 2        |
| 南アフリカ (Springbok)                    | 1        |
| Swedish Singles Chart                     | 2        |
| Swiss Singles Chart                       | 3        |
| UK Singles Chart                          | 1        |
| アメリカ Billboard Hot 100                | 1        |
| アメリカ イージー・リスニング (Billboard) | 1        |
| アメリカ キャッシュボックス Top100        | 1        |

| チャート (1976)                       | 順位 |
| ------------------------------------- | ---- |
| オーストラリア (Kent Music Report)    | 21   |
| カナダ                                | 9    |
| ニュージーランド                      | 24   |
| イギリス                              | 6    |
| 全米 Billboard Hot 100                | 48   |
| 全米 Billboard Hot 100 Easy Listening | 15   |
| 全米 キャッシュボックス               | 14   |

| チャート (1977)                    | 順位 |
| ---------------------------------- | ---- |
| オーストラリア (Kent Music Report) | 10   |
| 南アフリカ                         | 11   |
| スイス                             | 12   |

| チャート (1958-2018) | 順位 |
| -------------------- | ---- |
| US Billboard Hot 100 | 273  |

## 売上
| 国/地域                    | 認定     | 認定/売上数 |
| -------------------------- | -------- | ----------- |
| カナダ (Music Canada)      | Gold     | 75,000^     |
| イギリス (BPI)             | Gold     | 500,000^    |
| アメリカ合衆国 (RIAA)      | Platinum | 1,000,000^  |
| ^ 認定のみに基づく出荷枚数 |          |             |

## 他のメディアでの起用
「愛ある別れ」はビデオゲームやアニメーション作品といったメディアにも起用されている。以下はその一例。
- 2013年に発売されたビデオゲーム『グランド・セフト・オートV』のサウンドトラックに収録（ゲーム内のラジオ局「Los Santos Rock Radio」に収録されている）。また作中においては主人公の一人トレバー・フィリップスが、自身が誘拐した麻薬王の妻を返す際のBGMとしても使用されている。
- 米国のアニメ作品『サウスパーク』の1話「Casa Bonita」に登場。
- アメリカのコメディ番組『モダンファミリー』の第3シーズン12話「Egg Drop」で取り上げられている。
- イギリスのコメディホラー映画『ショーン・オブ・ザ・デッド』では、ショーンがまだ別れを引きずっており、エドが彼を励まそうとするシーンでこの曲が登場した。
- 2000年代初頭には、ウェブサイトPets.com（現在は閉鎖済み）のCMでマスコットの「ソックパペット」がこの曲を披露した。
- 1999年の映画『スリーキングス』でサウンドトラックに収録。この映画の舞台は91年の湾岸戦争時代のイラクになっており、ワシントン・ポスト紙でこの映画をレビューしているデッソン・ハウは、映画監督のデヴィッド・O・ラッセルが、このシーンで移動中の車の外の「狂乱の混乱音」から、この曲の「やさしい音」が流れている車内に切り替えたことを語っている。
- Amazon Prime Videoの自動車ドキュメンタリーシリーズ『The Grand Tour』で2024年に配信開始されたシーズン5・エピソード3内でサハラ砂漠の砂丘を駆け抜ける際のBGMとして使用されている。

## Chessによるカバー
1993年2月1日、ドイツの音楽グループ、Chessがこの曲をカバーした。原曲がバラードであるのに対し、Chessのバージョンはアップテンポでダンサブルであり、これは1990年代のダンスミュージック事情にマッチしている。このバージョンは、コンピレーション『Larry präsentiert: Neue Smash-Hits 93』（英語：Larry presents: New Smash-Hits 93）と『Maxi Dance Sensation 9』にも収録されている。

### トラックリスト
CD maxi-single
1. If You Leave Me Now (Airplay Mix) - 3:53
2. If You Leave Me Now (12" After Dark mix) - 5:13
3. Please, Don't Leave Me (Instrumental Mystery Mix) - 5:16

### チャート
| チャート (1993) | 最高順位 |
| --------------- | -------- |
| ドイツ          | 67       |

## 他のアーティストによるカバー
ピーター・セテラは1997年のアルバム『You're the Inspiration』でソロ・アーティストとして「If You Leave Me Now」を再録音している『A Collection』、近年では2018年のアルバム『Friends and Legends Duets』でイタリアのボーカリスト、フィリッパ・ジョルダーノとこの曲のデュエットバージョンを録音した。
ウェブサイトSecondHandSongsによると、1976年から2020年の間に世界中のレコーディング・アーティストが「If You Leave Me Now」を130曲以上カバーしており、その中には以下のようなものがある。
- ブラザーフッド・オブ・マンは1980年のアルバム『Sing 20 Number One Hits』にこの曲を収録した。このアルバムは1980年のUKチャートで14位を記録した。

- エルキー・ブルックスは1981年にアルバム『Pearls』でこの曲のバージョンをリリースした。 このアルバムは全英2位を記録した。

- イギリスのボーイ・バンドであるアップサイド・ダウンによるシングルは、1996年に全英27位にチャートインした。

- アイズレー・ブラザーズは2001年のアルバム『Eternal』のためにそれを録音した。

- 3Tは2004年にブラジルのガール・グループT-Rioとこの曲のデュエットを録音。 アルバム以外のシングルとしてリリースされた。

- スージー・ボグガスは2007年のアルバム『Sweet Danger』のためにこの曲を録音した。ビルボードのレビューでは、彼女のバージョンは「親しみやすく新鮮」と評された。

- ジョン・バロウマンは2007年のアルバム『Another Side』のためにバージョンをレコーディングした。

- Boyz II Menは2009年のアルバム『Love』で「If You Leave Me Now」のバージョンをレコーディングした。

- ヴィオラ・ウィルスは「If You Leave Me Now」のディスコ・バージョンをリリースし、1981年にシングルとしてリリースされ、B面には「I Can't Stay Away from You」が収録された。彼女のバージョンはフランスの電子音楽デュオ、ダフト・パンクによって、彼らの1997年のアルバム『Homework』収録の「Teachers」「Fresh」という楽曲にサンプリングされている。

- レオニード・アンド・フレンズの「チカゴビッチ」。

イギリスのDJ、プロデューサー、ソングライターでアウトロー・ポッセの元メンバーであるK-Geeは、ミシェル・エスコフェリーとともに、K-Geeの2002年のアルバム『Bounce to This』で「If You Leave Me Now」のヒップホップバージョンを演奏した。2000年、K-GeeはビルボードのライターKwakuに「If You Leave Me Now」のコーラスは「太く聴こえる」と思うと語った。

### ライブでのカバーパフォーマンス
- アース・ウィンド＆ファイアーのフィリップ・ベイリーは、2004年から2006年にかけて行われたシカゴとのジョイントコンサートでこの曲を歌った。このバージョンはシカゴのアルバム『Love Songs』に収録された。 フィリップ・ベイリーも、その年にグラミー生涯功労賞を受賞したシカゴを称える「Grammy Salute to Music Legends 2020」の中でこの曲を演奏した。この番組は2020年10月16日にPBSで初公開された。